# Dali (Taizhong)
Dali (chiń. upr. 大里区; chiń. trad. 大里區; pinyin Dàlǐ qū; Wade-Giles Ta-li ch’ü) – dzielnica (chiń. 區, qū) w rejonie miejskim miasta wydzielonego Taizhong na Tajwanie. 
23 czerwca 2009 komitet przy Ministrze Spraw Wewnętrznych Republiki Chińskiej zarekomendował scalenie dotychczasowego powiatu Taizhong (chiń. trad. 臺中縣; pinyin Táizhōng xiàn) i miasta Taizhong (chiń. trad. 臺中市; pinyin Táizhōng xiàn) w miasto wydzielone (chiń. 直轄市, zhíxiáshì); wszystkie miasta (chiń. 市, shì), jak Dali, i gminy wchodzące w skład powiatu zostały przekształcone w dzielnice (chiń. 區, qū). Ustawa weszła w życie 25 grudnia 2010 roku.
Populacja dzielnicy Dali w 2016 roku liczyła 210 285 mieszkańców – 106 742 kobiety i 103 543 mężczyzn. Liczba gospodarstw domowych wynosiła 68 703, co oznacza, że w jednym gospodarstwie zamieszkiwało średnio 3,06 osób.

## Demografia (2011–2016)
| Rok  | Liczba ludności | Gęstość zaludnienia | Kobiety | Mężczyźni | Gospodarstwa domowe |
| ---- | --------------- | ------------------- | ------- | --------- | ------------------- |
| 2011 | 200 588         | 6946                | 101 124 | 99 464    | 63 156              |
| 2012 | 203 239         | 7038                | 102 735 | 100 504   | 64 642              |
| 2013 | 204 846         | 7094                | 103 613 | 101 233   | 65 586              |
| 2014 | 206 318         | 7145                | 104 500 | 101 818   | 66 583              |
| 2015 | 208 406         | 7217                | 105 744 | 102 662   | 67 607              |
| 2016 | 210 285         | 7282                | 106 742 | 103 543   | 68 703              |